# Диксон, Гордон Генри
Гордон Генри Диксон (25 марта 1930 – 24 июля 2016) – британский биохимик, специалист в области секвенирования генов и изучения реакций транспептидации в биосистемах. Часто считается отцом молекулярной биологии протамина.

## Биография
Гордон Диксон родился в Дурбане 25 марта 1930 года в семье Уолтера и Рут Диксон, урожденной Найтингейл. Дед Гордона, Филип Брассингтон-Диксон, был инженером, уехавшим из Лондона в 1880-х гг., чтобы помочь в строительстве национальной железнодорожной системы в Южной Африке. Отец Гордона, Уолтер Дж. Диксон (1887 г.р.), родился в Ледисмите, Южная Африка, и приехал в Европу в 1914 г., чтобы принять участие в Первой мировой войне. Он женился на Рут Найтингейл, и они вернулись в Южную Африку, где впоследствии родился Гордон.
Из-за Великой депрессии семья Диксонов в 1932 году вернулась в Великобританию, поселившись в Гертоне, Кембриджшир. В 1943 г. в Бирме погиб старший брат Г. Диксона, Уолтер.
Благодаря успешному обучению в Кембриджской средней школе для мальчиков Г. Диксон показал высокие результаты на экзаменах, что позволило ему поступить в Тринити-колледж Кембриджского университета. Став стипендиатом, Г. Диксон получил степень бакалавра с отличием (MA) по медицинским наукам и степень бакалавра естественных наук.
Г. Диксон начал учебу в аспирантуре Кембриджского университета под руководством профессора Чарльза Хейнса (FRS), позже перешел за ним на факультет биохимии Университета Торонто, где в 1956 году защитил докторскую диссертацию на тему «Реакции транспептидации в биологических системах с рассмотрением специфичности и кинетики реакции, катализируемой глицилтранспептидазой капусты».
На данном этапе своей карьеры Г. Диксон вместе с Джорджем Коннеллом и Оливером Смитисом (FRS, 1998; лауреат Нобелевской премии, 2007) разработал технику электрофореза в крахмальном геле, которая одно время использовалась в исследованиях белков во всем мире. Кроме того, Диксон, Коннелл и Смитис сделали важные открытия, связанные со структурой гаптоглобинов человека.
В 1954–1958-х гг. Г. Диксон занялся своей постдокторской работой, связанной с изучением строения, активных центров и механизмов действия трипсина и химотрипсина под руководством Ханса Нейрата в Вашингтонском университете, Сиэтл.
После получения постдокторской степени он стал штатным сотрудником у Ганса Кребса (лауреат Нобелевской премии, 1953) и Ханса Корнберга (FRS, 1965) в лабораториях MRC по исследованию клеточного метаболизма при Оксфордском университете. Таким образом, Г. Диксону удалось напрямую поработать с четырьмя лауреатами Нобелевской премии (Ганс Кребс; Оливер Смитис; Майкл Смит, FRS; Фред Сэнгер, FRS).
Вернувшись в Канаду в 1959  году, Г. Диксон занял должность научного сотрудника в Медицинских исследовательских лабораториях Коннахта в Торонто (1959–1960 гг.). Затем в качестве доцента поступил на кафедру биохимии Университета Торонто (1960–1963 гг.) и вскоре получил звание профессора. Далее Г. Диксон переехал в Ванкувер в качестве профессора кафедры биохимии Университета Британской Колумбии.

## Научные исследования
В 1951–1963 гг. Г. Диксон принял участие в исследованиях, направленных на установление структуры белкового гормона инсулина, которые способствовали подготовке его полного химического синтеза. В сотрудничестве с А.К. Уордлоу и С. Уилсоном Г. Диксон осуществил первую рекомбинацию разделенных А- и В-цепей инсулина.

### Работа в Ванкувере (1963–1972 гг.)
В 1963 году Г. Диксон пришел на факультет биохимии Университета Британской Колумбии, где начал изучать регуляцию экспрессии генов протамина (в основном из семенников форели). В этот период он привлек к своей исследовательской группе Виктора Линга, Дональда Т. Вигла, Чоя Хью и Питера Кандидо.
Г. Диксон предложил В. Лингу заняться выяснением биосинтеза протамина во время сперматогенеза у радужной форели. Это представляло интерес, поскольку гистоны в сперматогониях, по-видимому, полностью заменялись протаминами во время развития сперматозоидов. Протамин необычен тем, что представляет собой небольшой высокоосновный белок, упаковывающий ДНК в головку спермия и примерно на две трети состоящий из остатков аргинина.
Команда Г. Диксона обнаружила, что можно вызвать полное половое созревание самцов радужной форели примерно через шесть недель после проводимой два раза в неделю инъекции экстракта, полученного из гипофизов нерестового лосося. Это наблюдение позволило получить удобную и относительно синхронизированную модель для изучения сперматогенеза и активации биосинтеза протамина. Исследования В. Линга и Г. Диксона привели к открытию, что протамин вырабатывается на димерных рибосомах, первоначально фосфорилируется в цитоплазме, а затем дефосфорилируется в ядре.
В 1966–1967-х гг. в команду лаборатории Г. Диксона был приглашен Д.Т. Вигл. Г. Диксон поручил Д. Виглу проект, изначально направленный на определение типов гистонов в развивающихся клетках семенников форели, что привело к открытию нового гистона, уникального для клеток семенников. Последующие исследования в лаборатории Г. Диксона открыли фундаментальное свойство экспрессии генов и эпигенетики – регуляции посредством ацетилирования и метилирования гистонов во время развития. В то же время Г. Диксоном и Д. Виглом было установлено, что метионин необходим для инициации синтеза протамина в бесклеточной системе семенников форели. Это открытие стало первым свидетельством того, что метионин является инициатором в эукариотическом организме. Одновременно Ричард Джексон и Тони Хантер независимо сообщили, что метионин инициирует синтез гемоглобина в бесклеточной системе асцита мыши с помощью иРНК гемоглобина. Обе статьи были опубликованы в одном и том же выпуске журнала Nature за 1970 г.
В 1966 году Г. Диксон нанял Чоя Хью для работы над докторской программой (1967–1970 гг.) на факультете биохимии Университета Британской Колумбии. Докторская диссертация была сосредоточена на структурном определении бета-субъединицы гаптоглобинов человека (HP), группы сывороточных гликопротеинов, способных связывать гемоглобины. Ранее Гордон показал вместе с Коннеллом и Смитисом, что HP состоят из альфа- и бета-субъединиц во всех трех типах, используя электрофорез в 8 М мочевинно-крахмальном геле и полную денатурацию белков. Хотя бета-субъединицы были общими для всех, существовало две отдельные альфа-субъединицы разных размеров. Ученые предложили частичную дупликацию генов, чтобы объяснить эволюцию альфа-субъединиц. Впоследствии это было подтверждено полным секвенированием аминокислот этих альфа-субъединиц. Первичную структуру большой бета-субъединицы определяли путем фракционирования ферментативных гидролизатов с использованием колоночной хроматографии и ручного секвенирования очищенных пептидов, что оказалось трудной задачей, решение которой потребовало много времени.
Разработка Эдманом и Беггом автоматического секвенатора белков (1967 г.) привела к попытке команды Г. Диксона (Г. Диксон, Джо Дурго, Чой Хью) создать собственный белковый секвенатор. В качестве основы использовали старый музыкальный аппарат. Ученым удалось получить установленную последовательность из трех аминокислот, однако примеси реагентов сделали фоновый шум слишком высоким и продолжение построения аминокислотной цепи стало невозможно.
Ближе к концу данного периода Г. Диксон нанял Питера Кандидо (аспиранта 1968–1972 гг.) для работы над хромосомными белками сперматозоидов.

### Университет Сассекса (1972–1974 гг.)
Г. Диксон был назначен заведующим кафедрой биохимической группы Университета Сассекса. В течение относительно короткого времени своего пребывания в Сассексе (1972–1974 гг.) Г. Диксон направил исследовательскую работу своей группы на определение биохимических и структурных переходов сперматогенеза, в частности, на изучение иРНК протамина.

### Университет Калгари (1974–1994 гг.)
В 1974 году Г. Диксон был принят обратно на работу в Канаде как профессор медицинской биохимии в Университете Калгари под эгидой Фонда медицинских исследований Альберты, где он оставался на протяжении всей своей карьеры (1974–1994 гг.) и занимал должность руководителя кафедры (1983–1988 гг.).
Г. Диксон возглавил Группу роста и развития, способствуя пониманию того, как ДНК упаковывается в ядрах клеток, а также обеспечивая точный контроль ее экспрессии во время процессов роста, развития и воспроизводства.
Благодаря работе научной группы Г. Диксона были описаны синтез полноразмерной кДНК протамина и его использование для основанного на гибридизации определения распределения последовательностей иРНК поли(А)- и поли(А)+протамина в развивающихся семенниках форели. В 1978 г. был опубликован обзор, описывающий форму иРНК протамина во время сперматогенеза у радужной форели.
В сотрудничестве с лабораторией Ван де Санде было обнаружено, что последовательности ДНК, соседствующие с генами протамина, могут существовать в Z-конформации. Это открытие стало важной частью исследовательской программы, ведущей к секвенированию генов протамина человека и крупного рогатого скота.
В 1986–1989-х гг. благодаря сотрудничеству с Рафаэлем Оливой в лаборатории Г. Диксона были открыты механизмы реакций перехода нуклеогистона в нуклеопротамин во время сперматогенеза invitro, а также описана роль гиперацетилирования гистонов в клонировании, секвенировании и отслеживании эволюции генов протамина. Эта работа, ставшая одной из наиболее цитируемых статей в этой области, была опубликована Г. Диксоном, а затем обобщена в обширном обзоре, который также объединил новые оригинальные данные для понимания эволюции, функции и регуляции протамина и его генов.

## Награды и почести
1966 г. – Премия Айерста, Премия Айерста/Фармации/Мерк-Фросста, Канадское биохимическое общество (в настоящее время Канадское общество биохимии, молекулярной и клеточной биологии).
1966 г. – Премия Стейси в области естественных наук, Мемориальный фонд EWR Стейси (за успешную рекомбинацию двух субъединиц инсулина invitro, заложившую основу для последующего органического синтеза активного гормона).
1970 г. – FRS, Канада: избрание членом Королевского общества Канады в знак признания большого вклада в развитие биохимии.
1978 г. – FRS, Лондон, Великобритания.
1979 г. – получение стипендии Джозайи Мэйси (Фонд Джозайи Мэйси-мл.)
1980г. – Медаль Флавеля, Королевское химическое общество
1982–1983 гг. – Президент Канадского биохимического общества.
1987–1990 гг. – Президент Панамериканского биохимического общества.
1988–1994 гг. – Член Исполнительного комитета Международного Союза Биохимиков.
1991 г. – Премия памяти Исаака Уолтона Киллама, Университет Альберты.
1993 г. – кавалер Ордена Канады.